# Ryszard Parafianowicz
Ryszard Parafianowicz (ur. 31 marca 1967 w Suwałkach) – żołnierz, polski dowódca wojskowy, generał brygady Wojska Polskiego, doktor nauk społecznych w dyscyplinie nauki o bezpieczeństwie, rektor-komendant Akademii Sztuki Wojennej.

## Życiorys

### Wykształcenie
Jest absolwentem Wyższej Szkoły Oficerskiej Wojsk Inżynieryjnych (1991); Akademii Obrony Narodowej (1999); podyplomowe studia zarządzania bezpieczeństwem informacyjnym (2012); studia doktoranckie w dziedzinie nauk społecznych w zakresie nauk o bezpieczeństwie (2014); podyplomowe studia polityki obronnej w Akademii Sztuki Wojennej (2016);
studia podyplomowe w Collegium Humanum, której działalność od 2020 stała się przedmiotem kontrowersji dotyczących kończenia na uczelni w szybkim tempie podyplomowych studiów MBA.

### Służba wojskowa
W 1991 r. rozpoczął służbę na stanowisku dowódcy plutonu, następnie oficera oświatowo-wychowawczego, potem dowódcy kompanii i starszego oficera w 1 Warszawskiej Brygadzie Saperów w Brzegu.
W latach 2000–2006 pełnił służbę Śląskim Okręgu Wojskowym na stanowisku starszego oficera, młodszego specjalisty, następnie specjalisty. W 2006 r. został wyznaczony na stanowisko dowódcy 3 batalionu ratowniczo-inżynieryjnego. W roku 2008 objął funkcję szefa wojsk inżynieryjnych w dowództwie Śląskiego Okręgu Wojskowego. Od 2011 r. do 2016 r. pełnił służbę na stanowisku starszego specjalisty w Centrum Zarządzania Kryzysowego Ministra Obrony Narodowej oraz w Ośrodku Monitorowania i Analiz Ministra Obrony Narodowej.
W 2014 na podstawie rozprawy pt. Organizacja i działalność podziemia niepodległościowego na Suwalszczyźnie w latach 1944–1952 napisanej pod kierunkiem prof. Janusza Zuziaka, uzyskał stopień doktora nauk społecznych w zakresie nauk o bezpieczeństwie. Recenzentami pracy byli: gen. broni (rez.) prof. Jerzy Gotowała, prof. Bogusław Polak oraz prof. Zbigniew Gnat-Wieteska.
Od 24 marca, będąc w tym dniu mianowany na stopień pułkownika przez ministra obrony narodowej Antoniego Macierewicza, do 30 września 2016 r. zajmował stanowisko rektora-komendanta Akademii Obrony Narodowej, zaś po jej przeformowaniu w Akademię Sztuki Wojennej od 1 października 2016 był desygnowany na rektora-komendanta ASzWoj. Ukończył Podyplomowe Studia Polityki Obronnej w systemie niestacjonarnym. 14 sierpnia 2016 r. został wyróżniony nadaniem tytułu honorowego: „Zasłużony Żołnierz RP”.
21 listopada 2016 postanowieniem prezydenta RP został mianowany na stopień generała brygady. Akt mianowania odebrał z rąk Prezydenta Rzeczypospolitej Polskiej Andrzeja Dudy. 23 lipca 2017 r. został odznaczony medalem Urzędu ds. Kombatantów i Osób Represjonowanych „Pro Patria” za szczególne zasługi w kultywowaniu pamięci o walce o niepodległość Rzeczypospolitej Polskiej. 10 grudnia 2018 r. został odznaczony medalem „W służbie Bogu i Ojczyźnie”. 12 maja 2020 r. wyróżniony medalem „Opiekun Miejsc Pamięci Narodowej” w uznaniu zasług w przywracaniu pamięci Żołnierzy Wyklętych i absolwentów Wyższej Szkoły Wojennej oraz tradycji wyższego szkolnictwa wojskowego. 26 lipca 2020 r. uhonorowany medalem „Pro Bono Poloniae” przez szefa Urzędu ds. Kombatantów i Osób Represjonowanych. 22 lipca 2020 przekazał obowiązki rektora-komendanta Akademii Sztuki Wojennej gen. bryg. Robertowi Kosowskiemu. W 2024 pełni służbę na stanowisku radcy koordynatora w Dowództwie Operacyjnym Rodzajów Sił Zbrojnych.

## Dokonania
Wdrożył w ASzWoj nowy model przygotowania oficerów i pracowników cywilnych na potrzeby resortu obrony narodowej. Inicjator utworzenia w uczelni Wydziału Wojskowego, kształcącego wyższe kadry dowódcze na potrzeby Sił Zbrojnych RP. W ramach studiów i kursów wprowadził cykl ćwiczeń dowódczo-sztabowych wspomaganych komputerowo poziomów: taktycznego (m.in. Twierdza, Brama) i operacyjnego (Jont Resolve) przygotowujących oficerów do dowodzenia na współczesnym polu walki w ramach operacji sojuszniczych. Podczas jego kadencji reaktywowany został tytuł oficera dyplomowanego nadawany absolwentom Podyplomowych Studiów Operacyjno-Taktycznych. Wprowadził także cykl międzynarodowych warsztatów dla oficerów z obszaru tzw. „myślenia projektowego” (ang. design thinking) przydatnego w rozwiązywaniu złożonych problemów w planowaniu operacyjnym.
Powołał Szkołę Administracji Obronnej i wdrożył zmiany w szkoleniu wyższych kadr administracji publicznej na potrzeby systemu obronnego państwa w ramach Wyższych Kursów Obronnych. Jest pomysłodawcą i twórcą jedynych w Polsce podyplomowych studiów Master of Business Administration (MBA) realizowanych w wymiarze międzynarodowym we współpracy z Uniwersytetem w Miskolcu (Węgry) oraz Uniwersytetem Helmuta Schmidta – Uniwersytetem Bundeswehry w Hamburgu (Niemcy), w specjalnościach: Defence & Security oraz Security & Critical Infrastructure, kształcących kadry managerskie dla sektora obronnego.
Wyznaczył rady programowe cywilnych studiów z udziałem interesariuszy zewnętrznych w celu dostosowania kształcenia w ASzWoj do wymagań obecnego rynku pracy i współczesnych potrzeb związanych z bezpieczeństwem. W ofercie kształcenia, poza kierunkami związanymi z naukami o bezpieczeństwie czy naukami o zarządzaniu i jakości, pojawiły się także jednolite studia magisterskie „prawo” oraz studia licencjackie „historia”.
W czasie swojej kadencji wspierał rozwój współpracy ASzWoj ze stowarzyszeniami wojskowymi skupiającymi ekspertów z całego świata, takimi jak m.in. ISMS, CEFME, SPS, ESDC i mobilizuje kadrę do uczestnictwa prestiżowych, międzynarodowych projektach badawczych m.in. w ramach programu Horyzont 2020. Inicjator projektu utworzenia międzynarodowej zintegrowanej komórki do spraw działań w cyberprzestrzeni.
Sformował Centrum Badań nad Bezpieczeństwem im. dr. Michała Sokolnickiego z zadaniem przygotowania ekspertyz dla wojska oraz innych organów i instytucji państwa.
W roku 2019 zapoczątkował wydawanie nowego anglojęzycznego czasopisma naukowego: „Cybersecurity and Law”. Inicjator oficjalnych obchodów 100-lecia utworzenia Wyższej Szkoły Wojennej (WSWoj), której tradycje dziedziczy obecna Akademia. W ramach jubileuszu prowadził działania zmierzające do nadania ASzWoj sztandaru, wręczonego 24 czerwca 2019 r. Pomysłodawca licznych uroczystości mających na celu upamiętnienie wybitnych postaci WSWoj, komendantów i absolwentów szkoły, oraz upowszechnienie dokonań szkoły z lat 1919–1946. Z jego inicjatywy dawny wygląd odzyskał obecny budynek Biblioteki – historycznie Centrum Wyszkolenia Piechoty okresu II RP, nawiązujący do  czasów funkcjonowania Wyższej Szkoły Wojennej.
Z początkiem 2020 r. uruchomił bibliotekę cyfrową w ramach portalu bezpieczeństwa i obronności Akademii Sztuki Wojennej, wprowadzając najpierw digitalizację i powszechne udostępnienie ponad 47,5 tys. dokumentów stanowiących zasoby nauki z zakresu obronności i bezpieczeństwa.

## Awanse
- podporucznik – 1991
- porucznik – 1994
- kapitan – 1998
- major – 2002
- podpułkownik – 2006
- pułkownik – 23 marca 2016[8]
- generał brygady – 21 listopada 2016[1]

## Ordery, odznaczenia i wyróżnienia
- Srebrny Medal za Długoletnią Służbę
- Srebrny Medal „Siły Zbrojne w Służbie Ojczyzny”
- Srebrny Medal „Za zasługi dla obronności kraju”
- Brązowy Medal „Za zasługi dla obronności kraju”
- Brązowy Medal „Siły Zbrojne w Służbie Ojczyzny”
- Medal „Pro Patria” – 2017
- Medal „Opiekun Miejsc Pamięci Narodowej” – 2020
- Medal „Pro Bono Poloniae” – 2020
- Medal „W służbie Bogu i Ojczyźnie” – 2018
- Odznaka pamiątkowa 1 batalionu saperów – 1998
- Odznaka pamiątkowa 3 batalionu ratowniczo-inżynieryjnego – 2006
- Odznaka pamiątkowa AON – 2016
- tytuł honorowy „Zasłużony Żołnierz RP” – 2016
- Odznaka pamiątkowa Akademii Sztuki Wojennej – 2017